# Teiichi Futamura
Teiichi Futamura (二村 定一) est un chanteur japonais de Jazz né le 13 juin 1900 et mort le 12 septembre 1948. C'est un des premiers jazzman à accéder à une certaine forme de notoriété au Japon grâce à son morceau My Blue Heaven

## Sources

### références
1. ↑  Taylor Atkins 2017, p. 118.